# Batalla de Haugsnes
La batalla de Haugsnes (islandés: Haugsnesbardagi) tuvo lugar en Haugsnes el 19 de abril de 1246, durante el turbulento periodo de guerra civil conocido como Sturlungaöld. Por un lado las fuerzas del caudillo Þórður kakali Sighvatsson por otro el jarl Gissur Þorvaldsson y sus hombres. Þórður tuvo la victoria. Se considera la batalla más sangrienta de la historia de Islandia, con 110 muertos, entre ellos Brandur Kolbeinsson, caudillo del clan de los Ásbirningar. La derrota en esa batalla significó el fin del poderío de ese clan.